# Dacrycarpus kinabaluensis
Dacrycarpus kinabaluensis е вид растение от семейство Podocarpaceae. Видът е незастрашен от изчезване.

## Разпространение
Разпространен е в Малайзия.